# 5251 Bradwood
5251 Bradwood è un asteroide areosecante. Scoperto nel 1985, presenta un'orbita caratterizzata da un semiasse maggiore pari a 2,3611941 UA e da un'eccentricità di 0,2947547, inclinata di 22,17348° rispetto all'eclittica.